# Karl Niemeyer (Schiedsrichter)
Karl Niemeyer (* 29. August 1920; † 19. Oktober 1998) war ein deutscher Fußballschiedsrichter. Im DFB-Pokal 1966/67 oblag ihm die Spielleitung der Finalpartie zwischen dem späteren Titelträger FC Bayern München und dem Hamburger SV.

## Sportlicher Werdegang
Der aus Bad Godesberg stammende Niemeyer leitete Ende der 1950er und Anfang der 1960er Jahre Spiele der Oberliga West sowie der anschließenden Endrunde um die Deutsche Meisterschaft. Bei der Einführung der Bundesliga als höchster deutschlandweiter Spielklasse zur Saison 1963/64 zählte er zu den ersten Spielleitern der neuen Liga, bis einschließlich der Saison 1968/69 leitete er insgesamt 39 Meisterschaftsspiele und pfiff zudem Spiele der Aufstiegsrunde zur Bundesliga.
1967 wurde er für die Leitung des Pokalendspiels nominiert, im Stuttgarter Neckarstadion leitete er am 10. Juni des Jahres das nach Treffern des zweifachen Torschützen Gerd Müller, Rainer Ohlhauser und Dieter Brenninger per Strafstoß mit einem 4:0-Erfolg des FC Bayern München über den Hamburger SV endende Finale.